# Koghes
Koghes (en arménien Կողես) est une communauté rurale du marz de Lorri en Arménie. En 2008, elle compte 368 habitants.